# Konińskie Towarzystwo Wioślarskie

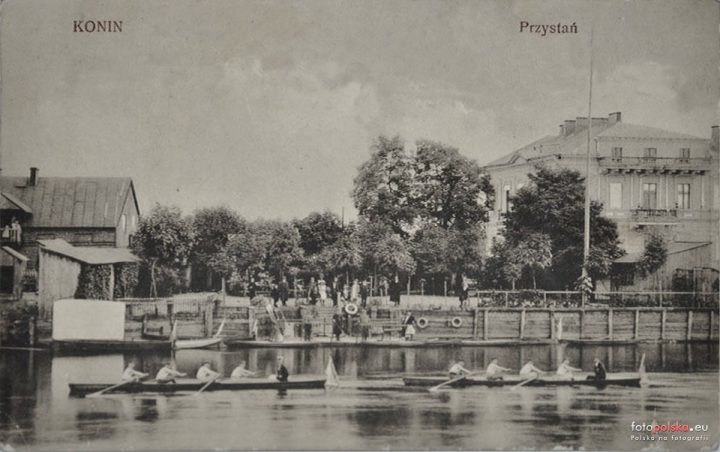
Przystań KTW około 1912 r.

Konińskie Towarzystwo Wioślarskie (zwane również: Towarzystwo Wioślarskie w Koninie) – klub wioślarski założony w 1900 w Koninie. Najstarszy klub sportowy Konina oraz jeden z najstarszych polskich klubów Wielkopolski. Członek założyciel Polskiego Związku Towarzystw Wioślarskich. Rozwiązany w 1978.

## Historia

### Działalność w Królestwie Polskim
Inicjatywa założenia sportowego klubu polskiej inteligencji konińskiej wyszła od Stanisława Mellera – referenta lokalnego biura powiatu. W związku z trudnościami ze strony władz carskich, w pierwszej kolejności zarejestrowano Towarzystwo Ratowania Tonących (wzorowano się w toku jego rejestrowania na statucie Cesarskiego Rosyjskiego Towarzystwa Ratowania na Wodach, zatwierdzonym przez Imperatora 31 marca 1894 roku). Pomimo trudności, w lipcu 1900 roku, Towarzystwo uzyskało wszelkie wymagane zgody rosyjskich władz. Pierwszym prezesem został Teodor Esse, miejscowy rejent, a wiceprezesem Stanisław Meller. Jeszcze w tym samym roku nastąpiła zmiana statutu i charakteru klubu. Nazwa została zmieniona na: Konińskie Towarzystwo Wioślarskie. Celem klubu był nie tylko rozwój sportu wioślarskiego i ratowanie tonących, ale też pielęgnowanie życia towarzyskiego wśród polskich członków Towarzystwa. Oprócz głównej działalności sportowej, krzewiono działalność pływacką, łyżwiarską, tenisową. Organizowano też zabawy, wykłady, odczyty i prowadzono czytelnię. 
Już w 1900 towarzystwo wynajęło plac i szopę na przystań klubową. W roku 1905 zawodnicy KTW uczestniczyli w Kaliszu w zawodach polskich klubów wioślarskich, w których wzięły udział osady Kaliskiego Towarzystwa Wioślarskiego, Warszawskiego Towarzystwa Wioślarskiego i towarzystwa konińskiego. Kolejne zawody polskich klubów z udziałem KTW miały miejsce w Warszawie w 1906 i ponownie w Kaliszu w 1910 roku.
Członkowie Towarzystwa uczestniczyli też w wycieczkach do innych polskich towarzystw wioślarskich – również na terenie innych zaborów. W szczególności, w latach 1907 i 1909 udali się do Poznania, gdzie wraz z kolegami z Kalisza podejmowali byli przez polski Klub Wioślarski w Poznaniu. Ilość członków KTW oscylowała w tym okresie wokół 100.
W czasie I wojny światowej działalność klubu nie była prowadzona, a wojna doprowadziła do zniszczenia całego taboru wioślarskiego - poza dwoma łodziami ukrytymi przez członków.

### Okres dwudziestolecia międzywojennego
Okres po odzyskaniu przez Polskę niepodległości po I wojnie, to czas świetności Towarzystwa. Już w grudniu 1919 roku KTW, wraz z dwunastoma innymi polskimi klubami, założyło Polski Związek Towarzystw Wioślarskich. W roku 1922 klub formalnie wykupił od miasta Konin użytkowany przez siebie teren przy ul. Piwnej i sukcesywnie dokupywał brakujący sprzęt wioślarski. Towarzystwo przejęło w wyniku fuzji powstałe w 1916 roku Towarzystwo Sportowe "Unia". W następstwie tego, przez jakiś czas działy w ramach KTW sekcje piłki nożnej oraz lekkoatletyki.   
W roku 1924 liczba członków klubu przekroczyła 200. Dużą popularnością cieszyły się okolicznościowe bale organizowane przez Towarzystwo. Członkowie KTW uczestniczyli w wycieczkach i spływach na trasach nawet do 500 km. 
W roku 1931 odbyło się poświęcenie nowego budynku Towarzystwa, obok którego wybudowano kort tenisowy i hangary na łodzie. Do klubu należeli przedstawiciele wszystkich w zasadzie grup społeczno-zawodowych. Ostatnim przedwojennym Prezesem KTW Konin był Władysław Brzozowski.

### II wojna światowa i okres powojenny
Druga wojna światowa przerwała działalność Konińskiego Towarzystwa Wioślarskiego. Niemcy przejęli nieruchomość KTW wraz ze sprzętem i prowadzili własną działalność sportową, powiększając nawet liczbę  sprzętu  wioślarskiego.  
Po zakończeniu wojny, dzięki staraniom Zygmunta Sobańskiego (wiceprezesa KTW z 1939 r.), Sąd Powiatowy w Koninie nakazał w roku 1946 zwrot nieruchomości Towarzystwa oraz ocalałego sprzętu sportowego. Pomimo tego, KTW nie odzyskało swego majątku, gdyż budynek klubowy w latach 1945-1956 był użytkowany przez różnych użytkowników. 
W roku 1957 podjęto próbę reaktywacji Towarzystwa. Wobec braku sprzętu sportowego oraz infrastruktury treningowej, próba ta jednak się nie powiodła. Formalne wykreślenie KTW z rejestru sądowego nastąpiło postanowieniem z dnia 17 maja 1978 roku. 

## Galeria zdjęć

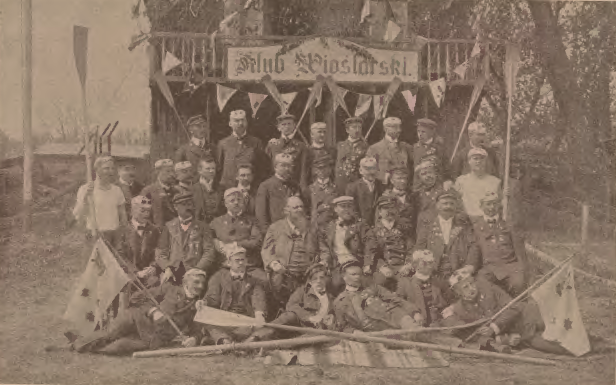
Wioślarze z Konina i Kalisza na przystani KW-04 w Poznaniu
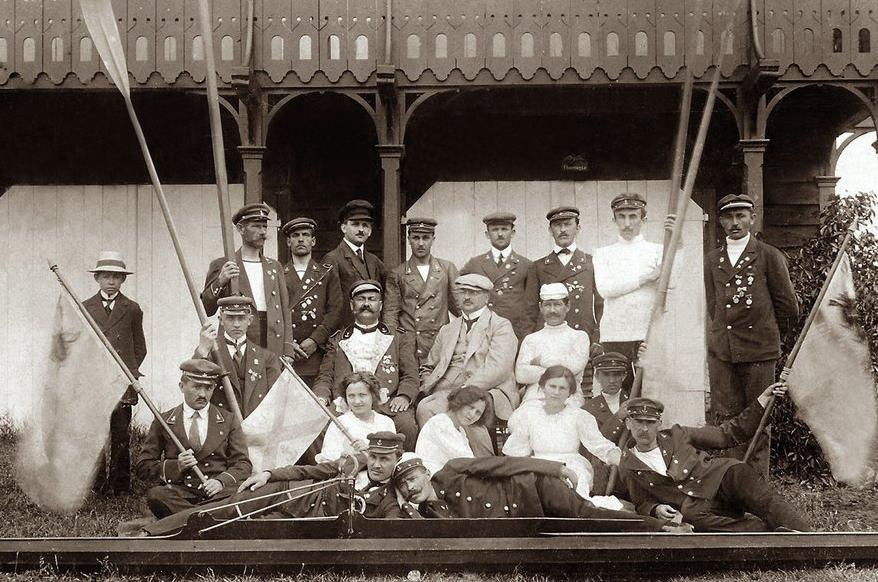
Członkowie KTW Konin przed przystanią około 1910
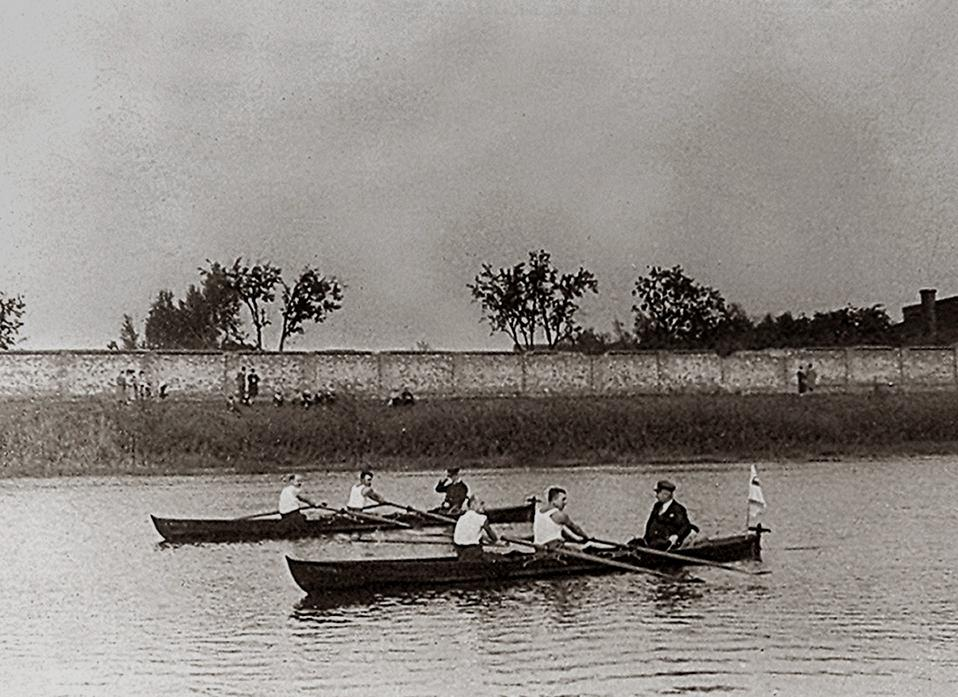
Zawody klubowe na Warcie w 1935
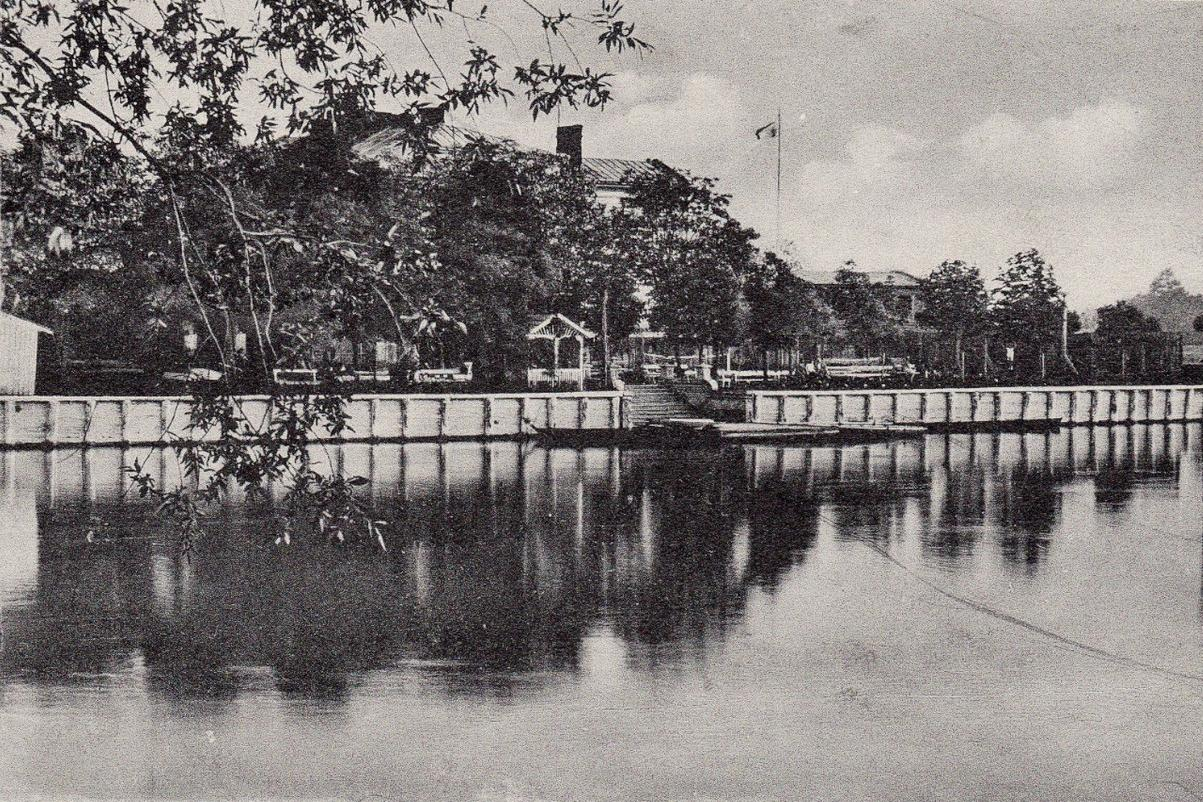
Przystań KTW Konin w czasie II wojny

## Rywalizacja sportowa
Rywalizacja sportowa nie była priorytetem w działalności Towarzystwa - zwłaszcza w okresie dwudziestolecia międzywojennego. Co prawda, członkowie KTW uczestniczyli w licznych lokalnych zawodach, w rywalizacji krajowej jednak praktycznie nie brali udziału. Klub nieobecny jest w tabelach punktacyjnych Polskiego Związku Towarzystw Wioślarskich za lata 1925-1939.